# Legoland Florida
Pour les articles homonymes, voir Legoland.
Legoland Florida, anciennement Cypress Gardens puis Cypress Gardens Adventure Park, est un parc d'attractions situé près de Winter Haven, en Floride, aux États-Unis.

## Présentation et histoire
Cypress Gardens fut ouvert le 2 janvier 1936 par Dick et Julie Pope sous la forme d'un jardin botanique avec un célèbre spectacle de ski nautique. Au fil des années, il devint un grand parc d'attractions.
Le groupe Merlin Entertainments a acheté début janvier 2010 le parc Cypress Gardens Adventure Park pour 22 millions de dollars. Celui-ci, fermé depuis septembre 2009, était en difficulté financière.
Le 21 janvier 2010, les détails du parc ont été divulgués lors d'une conférence de presse où étaient présents le gouverneur de Floride Charlie Crist et les responsables du parc. Il y fut également annoncé qu'environ 1 000 emplois y serait créés grâce à l'ouverture du nouveau Legoland. Le parc a officiellement rouvert ses portes au public le 15 octobre 2011 sous le giron de son nouveau propriétaire, Merlin Entertainments. Pas moins de 300 millions de dollars seront investis dans les premières années d'exploitation.
Legoland Florida est désormais le plus grand parc Legoland au monde. Plus de cinquante attractions et spectacles basés sur ceux des autres parcs Legoland ont été construits. Les montagnes russes Jungle Coaster de Legoland Windsor ont été transférées en Floride et ont été ouvertes sous le nom Lego Tecnic Test Track.
En outre, le spectacle de ski nautique et les jardins historiques de Cypress Gardens ont été conservés au sein du parc. Le parc aquatique adjacent Splash Island, créé en 2005 n'est alors pas encore accessible car tous les efforts se portent d'abord sur le parc principal. La réouverture du parc aquatique a lieu le 26 mai 2012, à l'image de Legoland Water Park California. Pour y accéder il faut payer un supplément, l’accès au Water Park n'est pas possible indépendamment. Dans l'avenir, un hôtel et d'autres marques de Merlin Entertainments sont également prévus. Legoland Florida est ouvert toute l'année, tout comme Cypress Gardens avant lui.
Le parc décide de se séparer de certaines attractions qui ne feront pas partie de Legoland Florida telles que Storm Surge, une rivière rapide en bouées du constructeur WhiteWater West Industries apparentée à L'Oxygénarium qui a ouvert sous le même nom en 2011 à Thorpe Park ainsi que Galaxy Spin, des montagnes russes de type Wild Mouse du constructeur Zamperla qui ont ouvert à Fun Spot USA (en). Le Starliner, montagnes russes en bois de Philadelphia Toboggan Coasters n'était plus en fonction depuis 2008 et le Fiesta Express avait déjà déménagé pour ouvrir sous le même nom en 2009 à Gillian's FunLand.
D'autres ont été conservées et ont reçu un nouveau thème tel le Triple Hurricane qui devient le Coastersaurus ainsi que le Swamp Thing qui change de mon pour devenir Flight School ou encore Okeechobee Rampage qui devient Dragon. Big Rig Rally se nommait Super Trucks, Junior Fire Academy s'appelait Fire Brigade et Granny’s Jalopies se nommait Jalopy Junction lors des années Cypress Gardens.
Le parc est divisé en plusieurs zones appelées ; The Beginning, Fun Town, Miniland USA (la zone dédiée aux reproductions miniatures en legos de monuments américains), Lego Technic, Lego Kingdoms (la zone médiévale avec un château où un dragon défend son trésor), Duplo Village pour les plus petits sous l'emblème des Duplos, Imagination Zone, Pirates Cove dont l'attrait principal est un spectacle de ski nautique sur le Lake Eloise, Land of Adventure et Lego City.

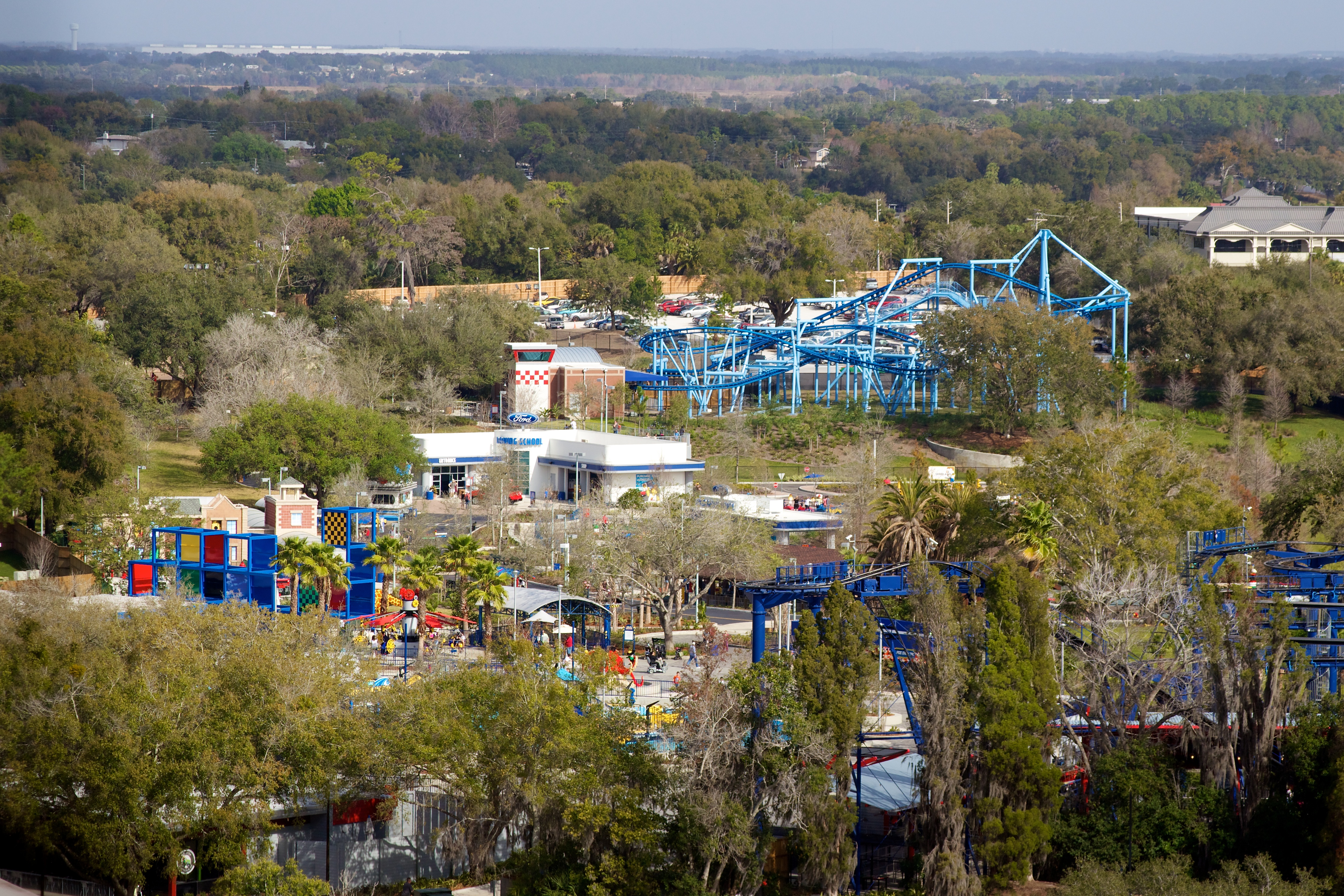
Vue aérienne.
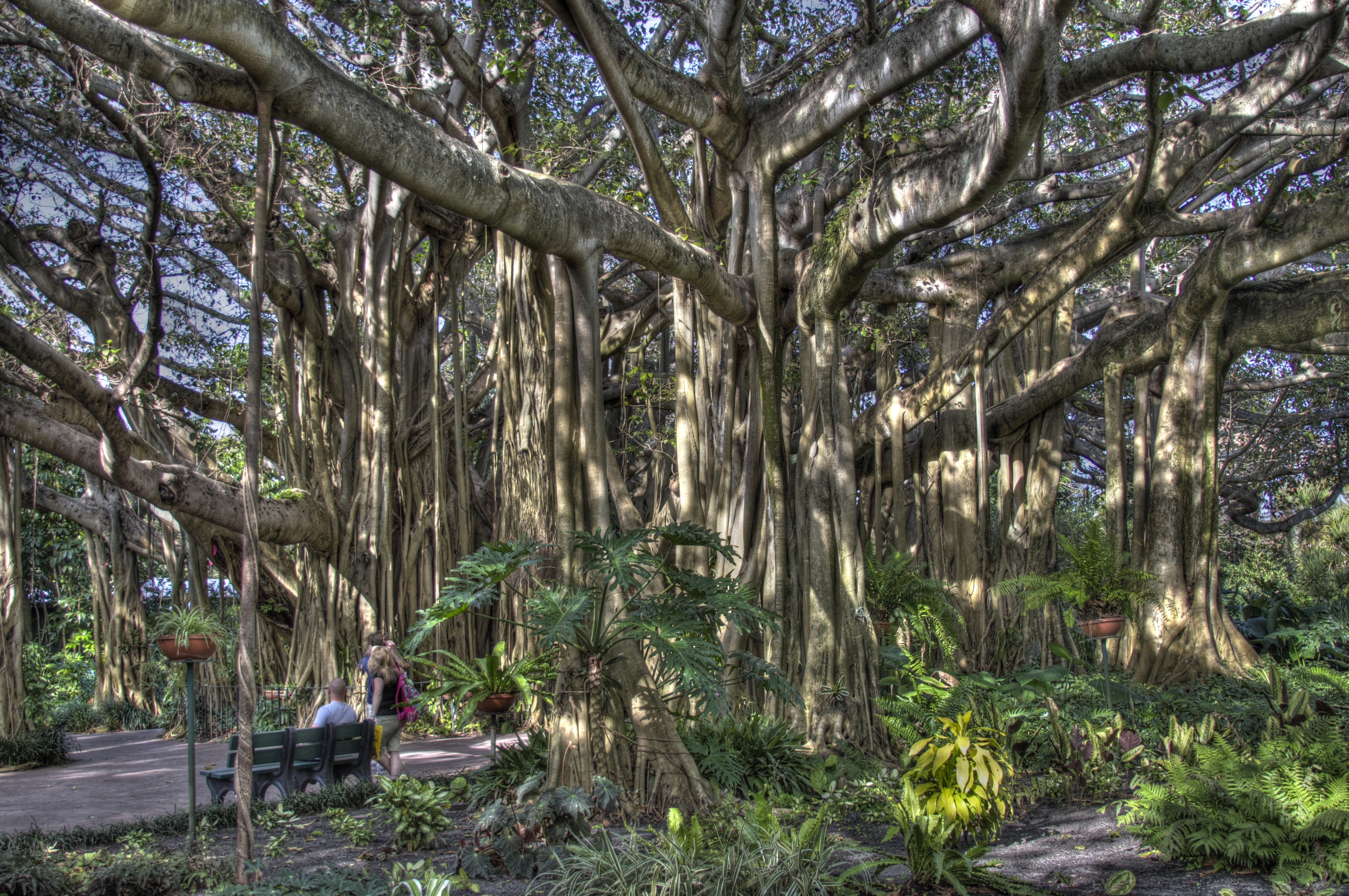
La section Cypress Gardens
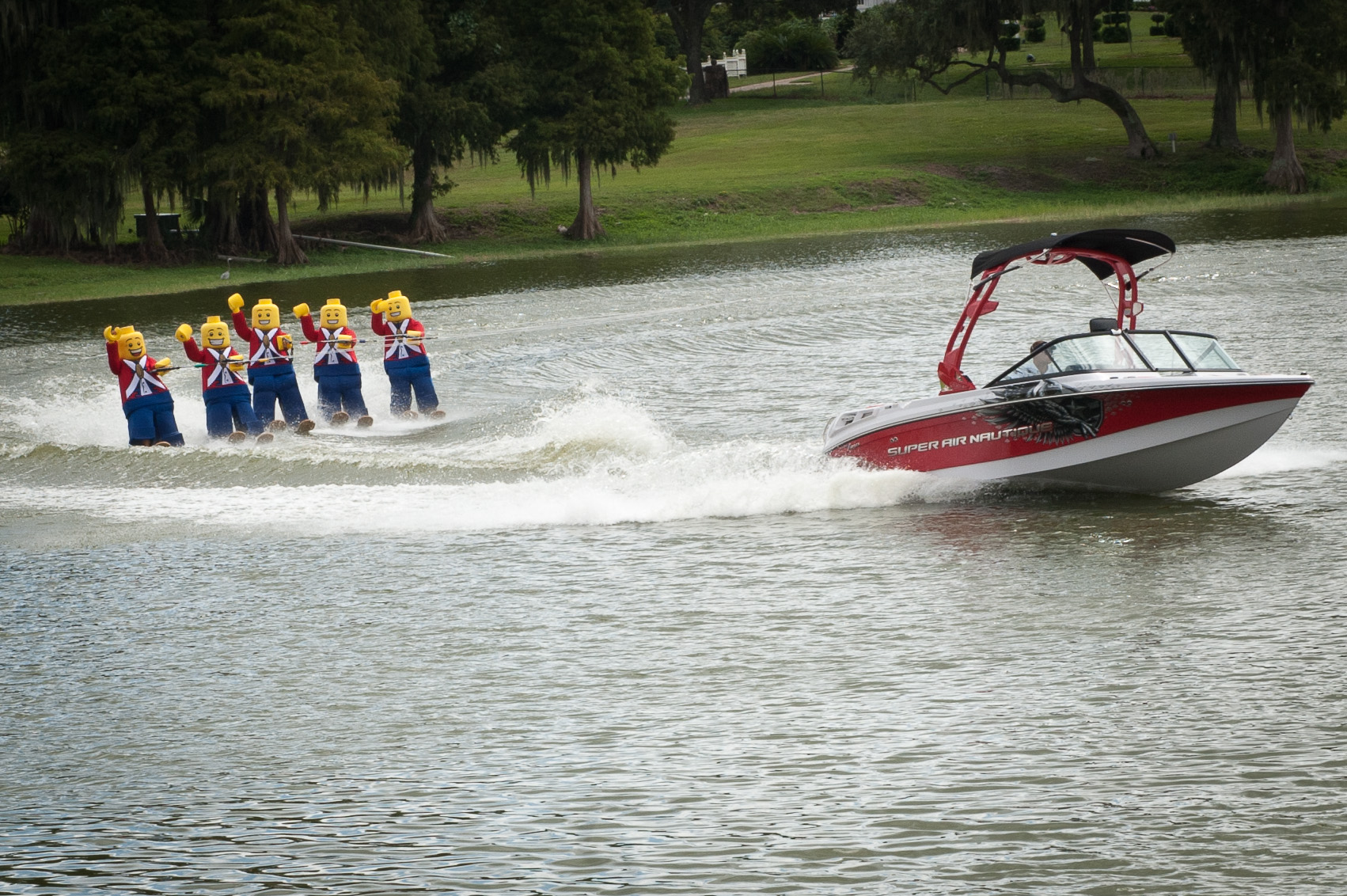
Spectacle de ski nautique sur le Lake Eloise
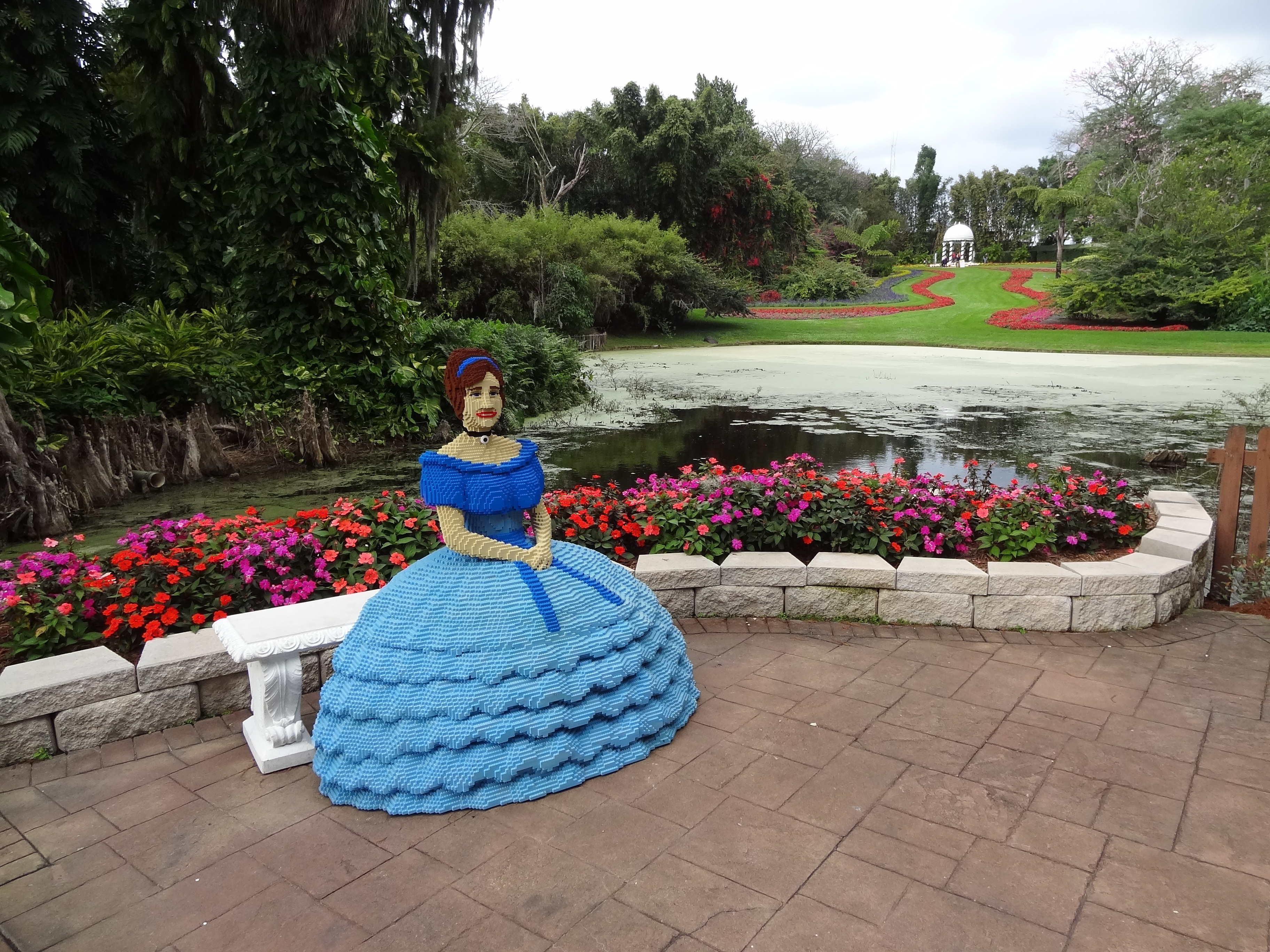
Section Cypress Gardens
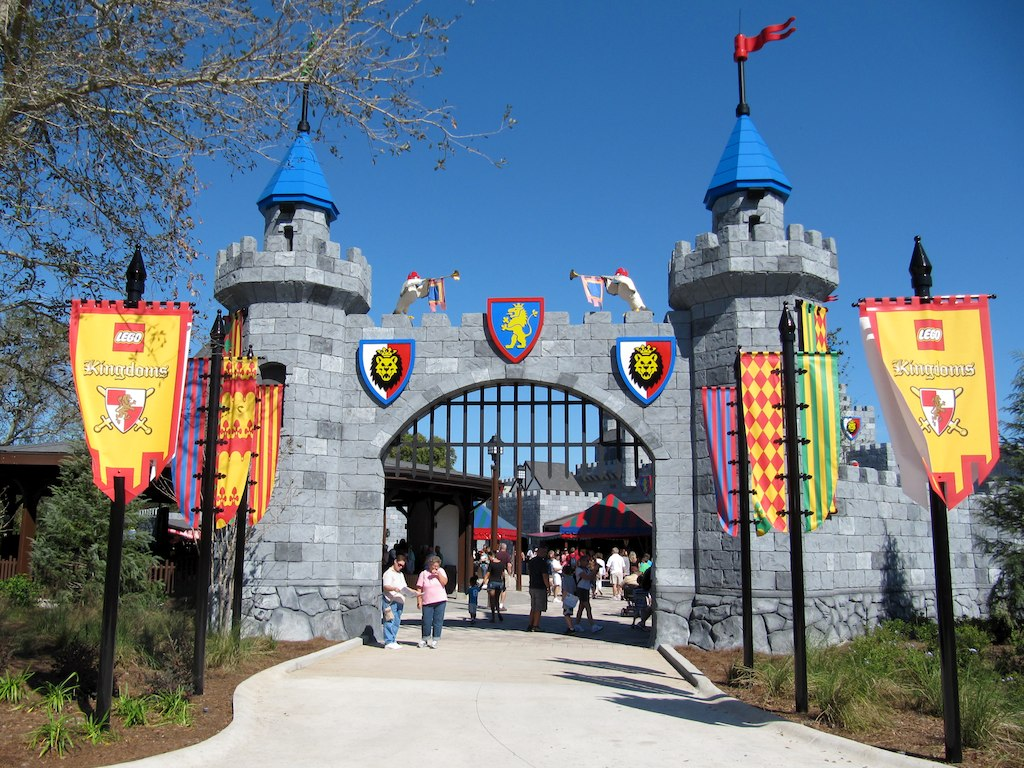
Lego Kingdoms
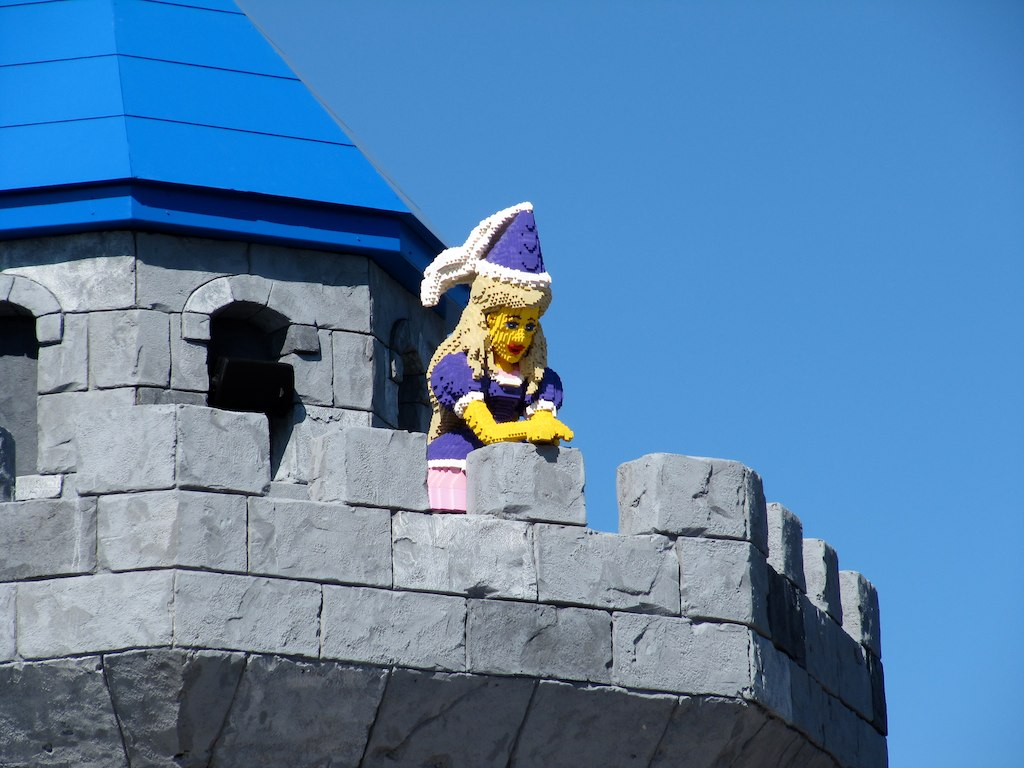
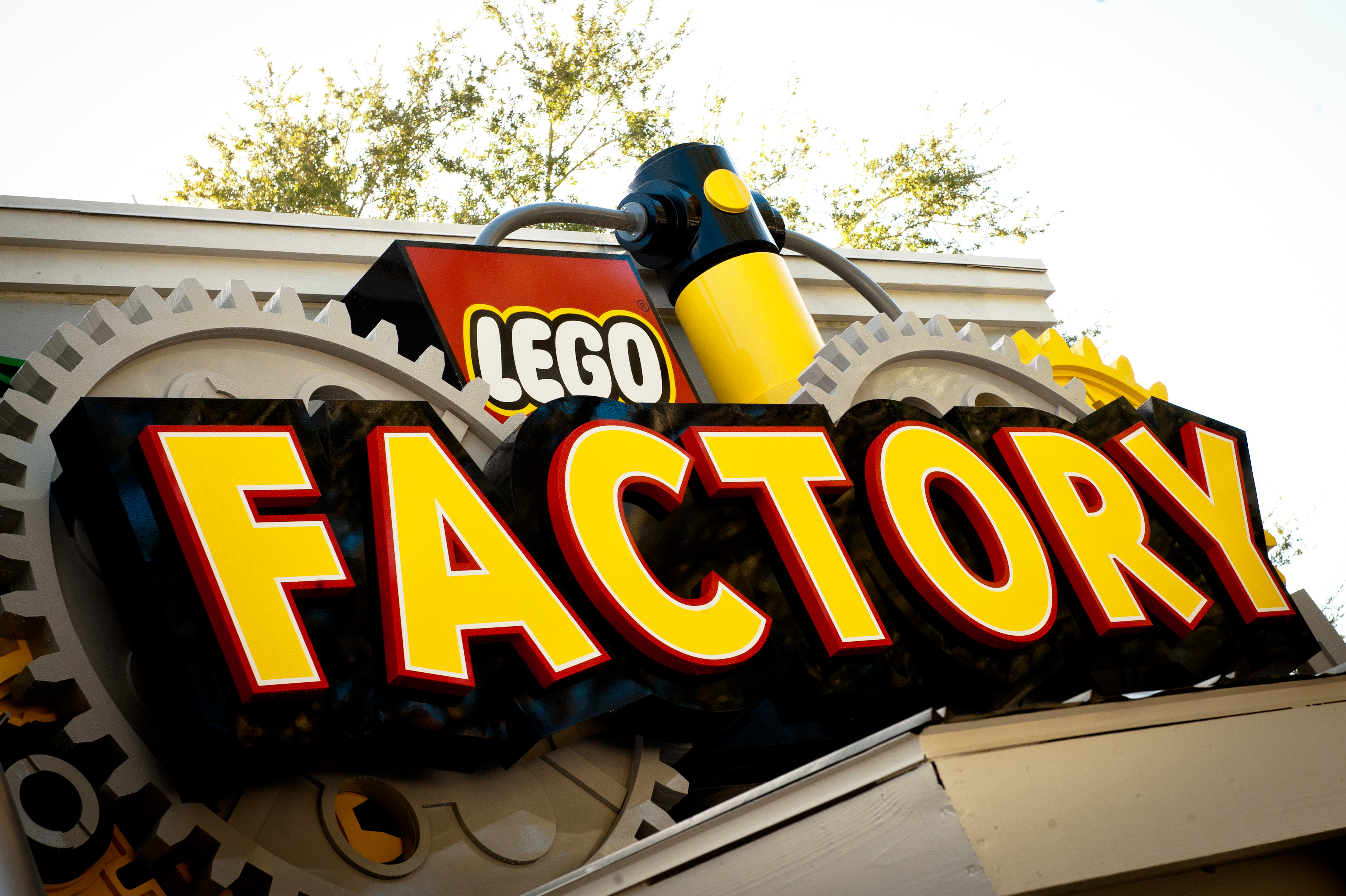
Lego Factory
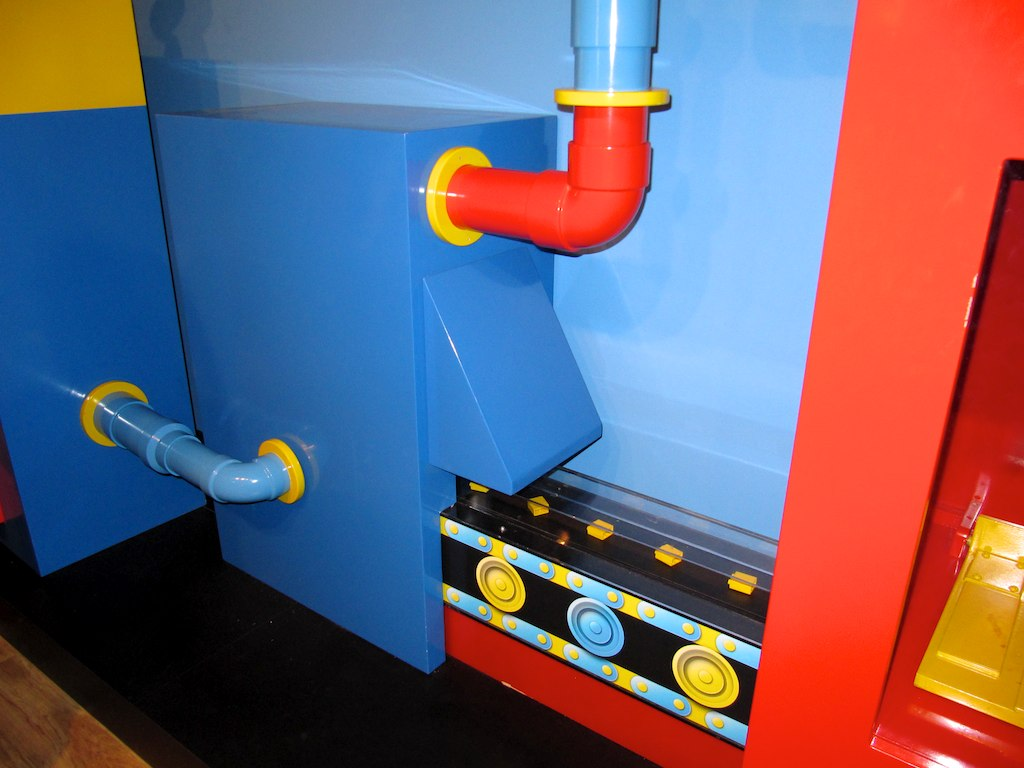
Lego Factory

## Attractions

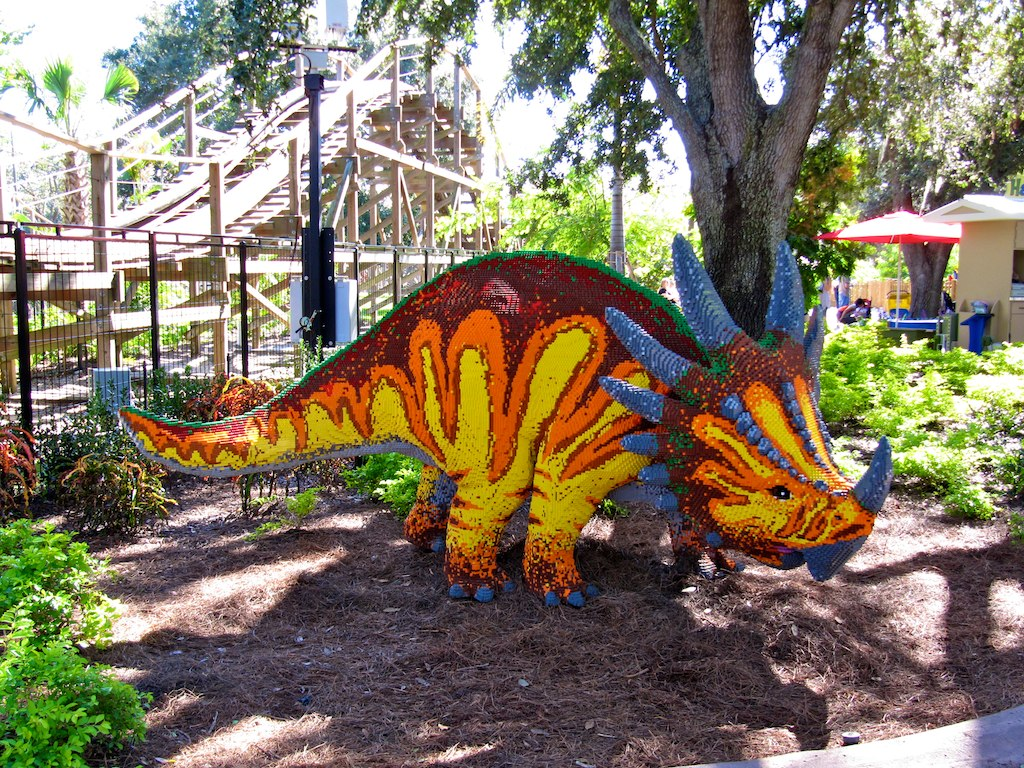
Styracosaure et Coastersaurus.
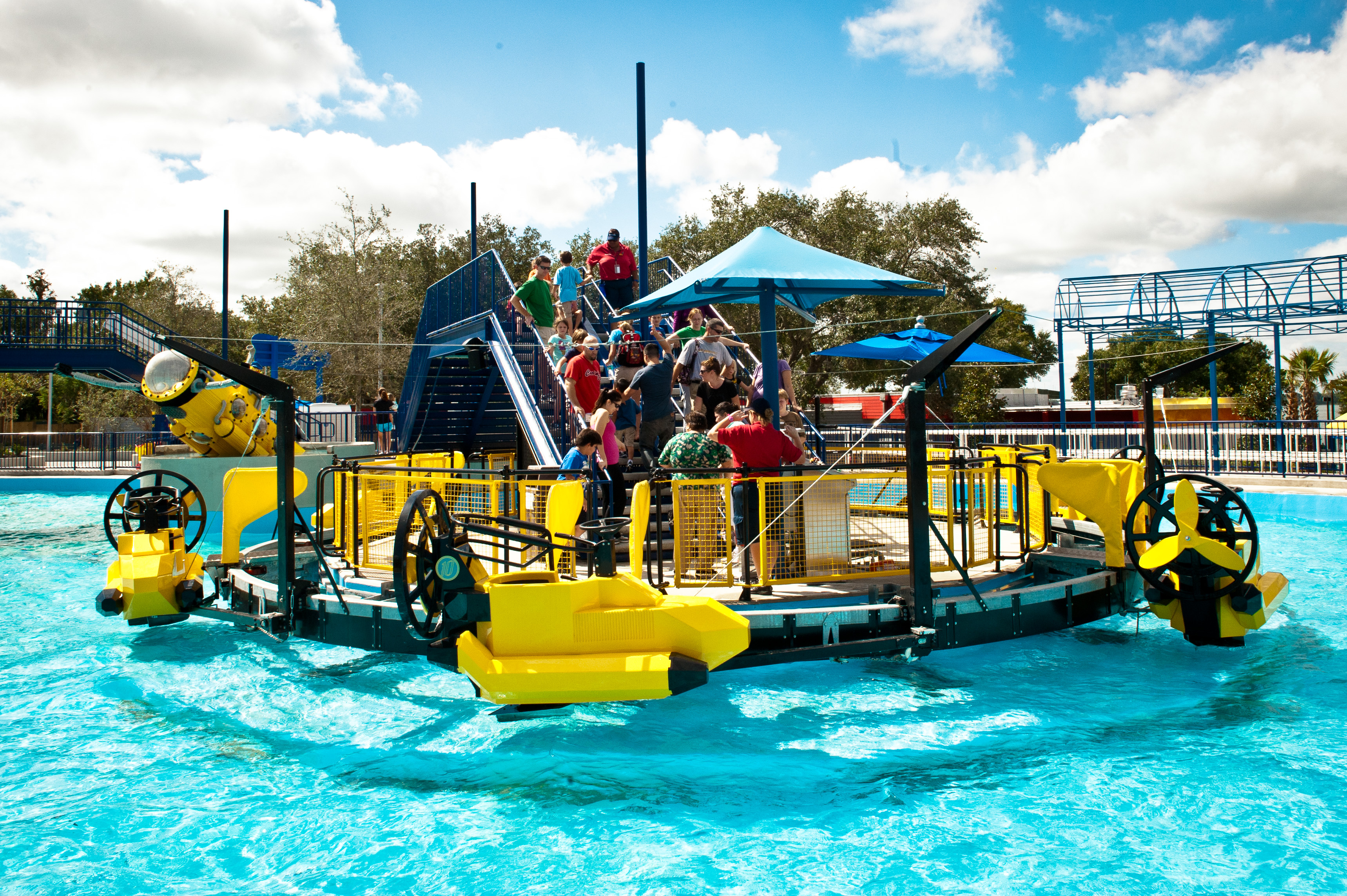
Aquazone Wave Racers
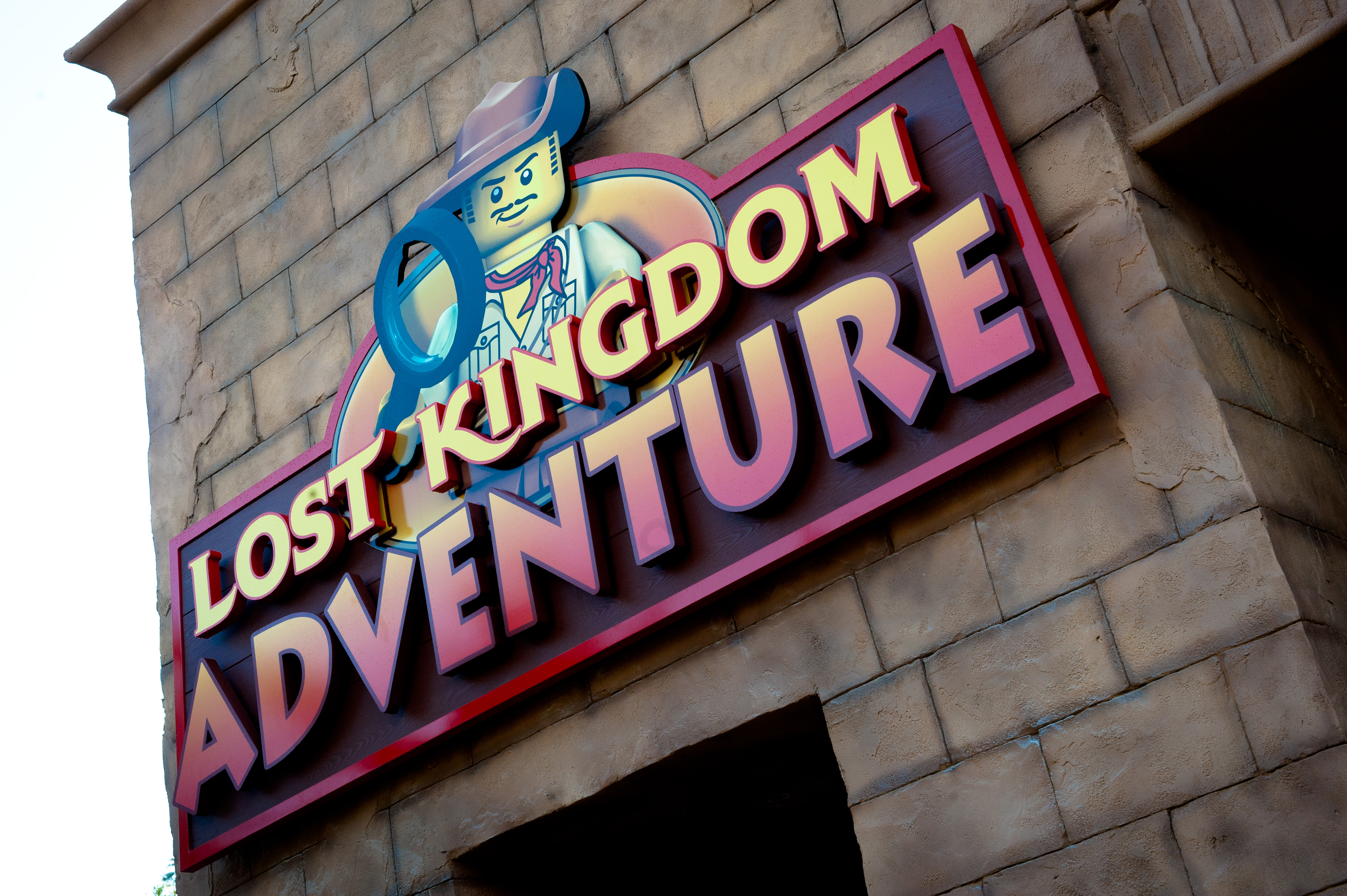
Lost Kingdom Adventure

### Montagnes russes
| Nom           | Type                            | Constructeur             | Zone              | Année |
| ------------- | ------------------------------- | ------------------------ | ----------------- | ----- |
| Coastersaurus | Montagnes russes en bois junior | Martin & Vleminckx Group | Land of Adventure | 2004  |
| Flying School | Montagnes russes suspendues     | Vekoma                   | Lego City         | 2004  |
| Test Track    | Wild Mouse                      | Mack Rides               | Lego TECHNIC      | 2011  |
| The Dragon    | Junior / Vekoma Junior Coaster  | Vekoma                   | Lego Kingdoms     | 2004  |

### Attractions aquatiques
| Nom                  | Type             | Constructeur | Zone         | Année |
| -------------------- | ---------------- | ------------ | ------------ | ----- |
| Aquazone Wave Racers | Jet Skis         | Zierer       | Lego Technic | 2011  |
| Boating School       | Bateaux à moteur |              | Lego City    | 2011  |

### Parcours scéniques
| Nom                    | Type                         | Constructeur     | Zone              | Année |
| ---------------------- | ---------------------------- | ---------------- | ----------------- | ----- |
| Lost Kingdom Adventure | Parcours scénique interactif | Sally Dark Rides | Land of Adventure | 2011  |

### Autres attractions
| Nom                 | Type                 | Constructeur          | Zone                 | Année |
| ------------------- | -------------------- | --------------------- | -------------------- | ----- |
| Beetle Bounce       | Tour de chute junior | S&S Worldwide         | Land of Adventure    | 2011  |
| Big Rig Rally       | Circuit de camions   | SBF Visa Group        | Duplo Village        | 2007  |
| Cypress Gardens     | Jardin botanique     |                       | Cypress Gardens      | 1936  |
| Duplo Farm          | Aire de jeux         |                       | Duplo Village        | 2011  |
| Ford Driving School | École de conduite    |                       | Lego City            | 2011  |
| Fun Town Theater    | Cinéma 4-D           |                       | Fun Town             | 2011  |
| Granny’s Jalopies   | Circuit de tacots    | Sellner Manufacturing | Duplo Village        | 2007  |
| Island in the Sky   | Flying Island        | Intamin               | The Beginning        | 1983  |
| Junior Fire Brigade | Fire Brigade         | Zamperla              | Duplo Village        | 2007  |
| Kid Power Towers    | Tower                | Heege                 | Imagination Zone     | 2011  |
| Masters of Flight   | Flying theater       | Brogent Technologies  | The Lego Movie World | 2019  |
| Pharaoh's Revenge   | Aire de jeux         |                       | Land of Adventure    | 2011  |
| Safari Trek         | Circuit automobile   |                       | Land of Adventure    | 2011  |
| Technicycle         | Magic Bike           | Zamperla              | Lego Technic         | 2011  |
| The Royal Joust     | Chevaux Galopants    | Metallbau Emmeln      | Lego Kingdoms        | 2011  |

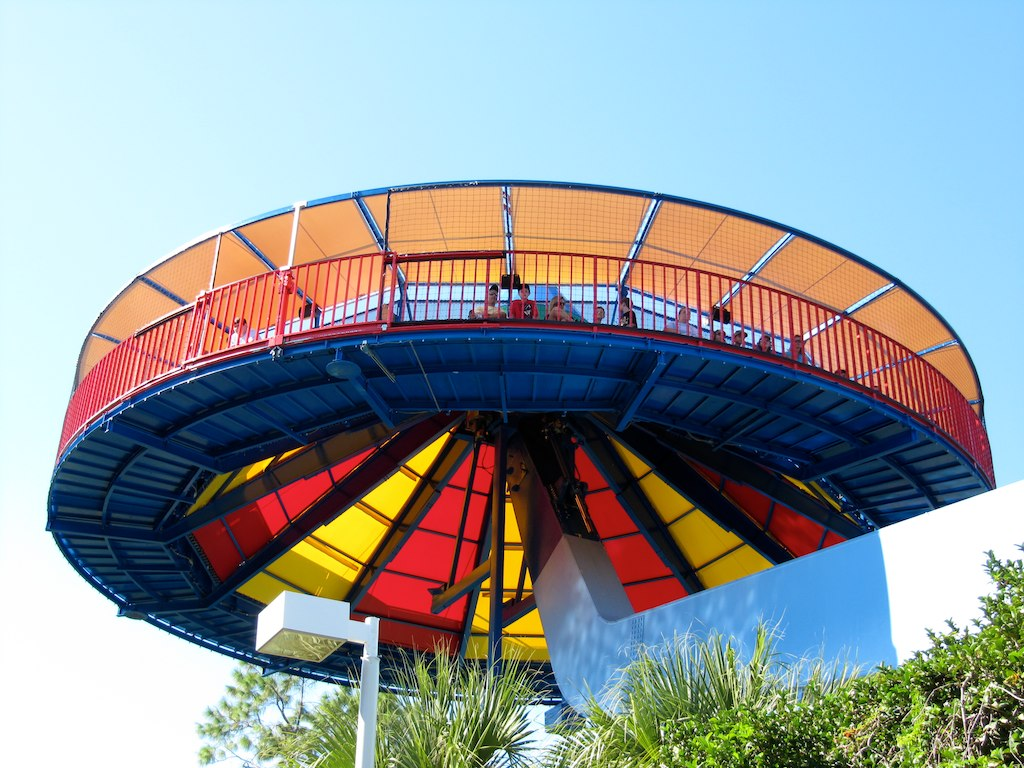
Island in the Sky
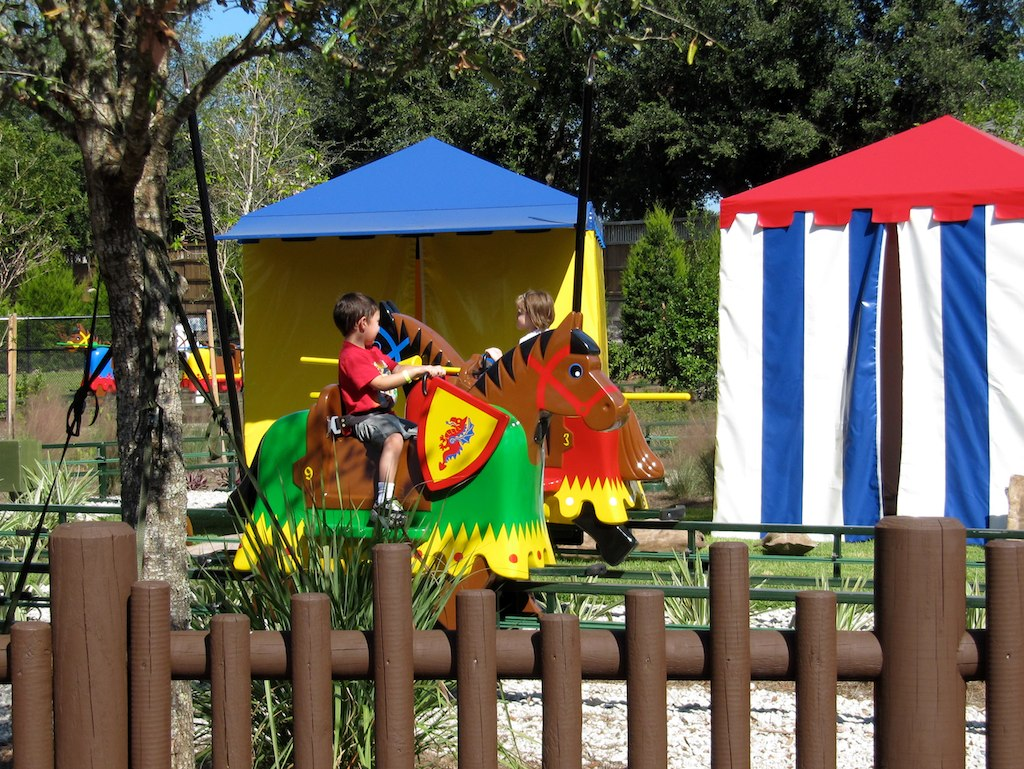
The Royal Joust
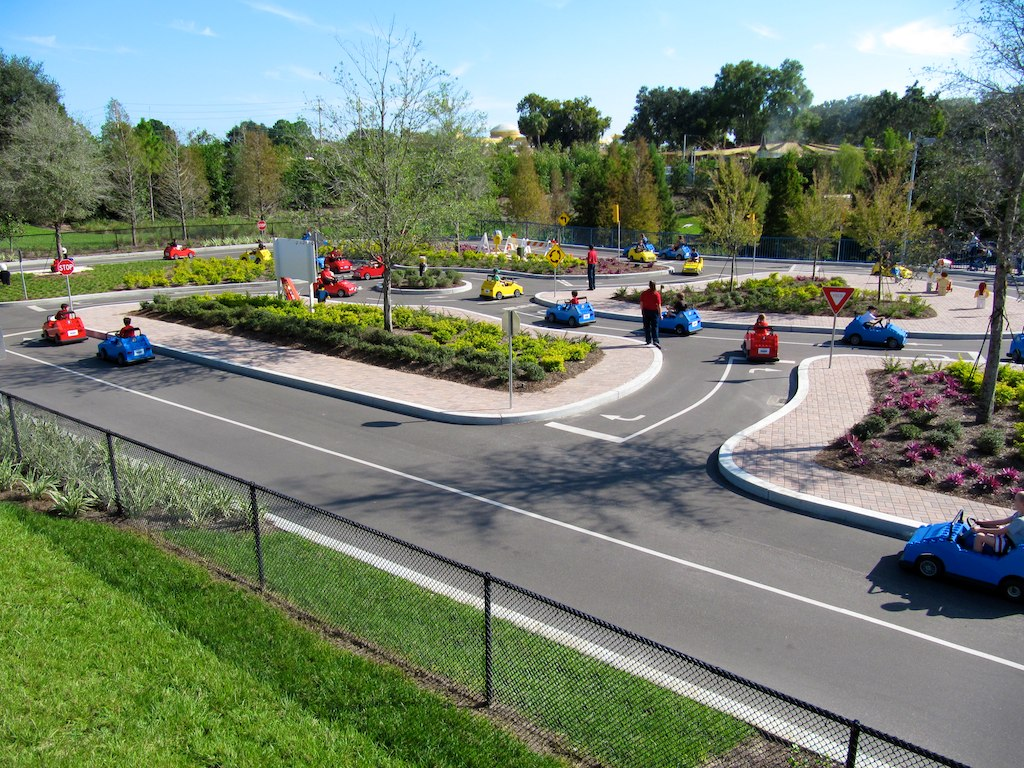
Driving School

### Legoland Water Park
Pour les articles homonymes, voir Legoland Water Park.
Sous le nouveau thème Lego, le Legoland Water Park ouvre le 26 mai 2012,. Les toboggans à sensations de Splash Island y sont conservés. Les principales nouveautés sont deux nouvelles zones pour enfants, les rafts Lego sur la lazy river avec possibilité de construire son propre raft de six places avec des bouées-briques Lego. Pour accéder au parc aquatique, les nageurs ajoutent 12 $ au prix d'entrée du parc de loisirs.
- Lego Wave Pool – piscine[9]
- Twin Chasers – deux toboggans aquatiques de 114 mètres de long[9]
- Splash Out – trois toboggans avec une descente de 18 mètres[9]
- Joker Soaker – aire de jeux aquatique pour enfants[9]
- Build-A-Raft River - une lazy river de 300 mètres de long[9]
- Duplo Splash Safari – zone de petits jeux d'eau[9]